# 杜勝
杜胜（?—?），字斌卿。杜黄裳的次子。唐朝官员。
唐敬宗宝历初（825年）擢进士第。宰相杨嗣复很欣賞他，数次推荐他材堪任谏官，但另一宰相郑覃不用。唐宣宗曾提拔元和时大臣的子孙。唐宣宗询问杜胜相关事项后，嘉奖杜胜，拜给事中，迁户部侍郎判度支。萧邺罢相，欲用为宰相，为中人所沮毁，而任用蒋伸。杜胜检校礼部尚书。大中十三年（859年），出任天平军节度使，不久逝世。有子杜庭坚，字辅尧，曾官任卫州（今河南卫辉市）刺史。